# Renault Egeus
Renault Egeus var en konceptbil i SUV-segmentet præsenteret af Renault på biludstillingen i Frankfurt i 2005. Egeus er det tredje studie efter Renault Wind og Renault Fluence.

## Motor
Konceptbilen blev drevet af en V6-dieselmotor på 3,0 liter med en maksimal effekt på 250 hk, som var forbundet med en 7-trins automatisk gearkasse. Kraften overførtes ved hjælp af firehjulstræk og 22" letmetalhjul. Bilen opfyldte Euro4-normen og var udstyret med partikelfilter.